# Homer Croy Along the Nile
Homer Croy Along the Nile è un cortometraggio muto del 1915 diretto da Homer Croy.

## Produzione
Il film fu prodotto dalla Nestor Film Company.

## Distribuzione
Distribuito dalla Motion Picture Distributors and Sales Company, il film - un cortometraggio di 150 metri - uscì nelle sale cinematografiche USA il 18 maggio 1915.
Nelle proiezioni, veniva programmato con il sistema dello split reel, accorpato in un'unica bobina con un altro cortometraggio della Nestor, la commedia When Cupid Crossed the Bay.